# プラスチックマン
プラスチックマン（Plastic Man）は、DCコミックスの出版するアメリカン・コミックスに登場する架空のスーパーヒーロー。ジャック・コールによって創造され、 1941年に初登場した。クオリティ・コミックスが発行するコミックスに登場していたが、同社の倒産後はDCコミックスが版権を引き取っている。ゴムのように伸縮自在で何にでも変形する能力を持つが、変形後も体色とトレードマークのサングラスや笑った口だけは残る。
なお、このキャラクターが硬いプラスチックの名前を冠しているのは「Plastic」とはもともと「可塑性の」という形容詞であり、名の由来は化学物質としてのプラスチックではなく、「Plastic Substance（可塑性物質：粘土や蝋）」である。物質名としての「プラスチック」が一般化したのは1960年代になる。
かつて水木しげるが貸本漫画時代に漫画化した（水木しげる版を参照）。

## 人物
本名はパトリック・"イール"・オブライアン (「イール」は英語で「うなぎ」の意)。ストリートで生活する孤児として育ち、成長するとギャング団の一員になっていた。逃走中に肩を撃たれ、そのまま謎の薬液槽に転落し、ギャング団からは見殺しにされた。 その後、助けてくれた修道士に善の性質を見いだされて改心する。 そして、薬液が血液中に流入したことにより能力に目覚め、世のため人のためにその能力を使うことを決意し、 プラスチックマンとして犯罪者と戦うようになった。

## 力と能力
全身を自由自在に変形できる。指先を鍵に変えたり、体を風船のようにして腹の中に大量のものを入れて運んだり、乗り物に変形したりと応用範囲は広い。銃で撃たれても簡単に復元できるためほとんど不死身に近い。ただし、体色は赤や黄色から変えることは難しい。トレードマークのサングラスは何に変身しても残っている。 弱点は、体が柔らかいため、極低温や高温に晒されると変形しにくくなってしまう。また、アセトンをはじめとする一部の薬品に対しても耐性が低い。

## その他のメディア

### アニメ
1979年に放送されたテレビアニメ版の声優は、マイケル・ベル。日本語版は羽佐間道夫。
以下の作品に、ゲストや準レギュラーとして登場する。
バットマン:ブレイブ&ボールド
準レギュラーとして登場。身体伸ばす、変形する、といった能力は原作と同じで、性格もお調子者。能力を得る話も描かれ、妻子も登場した。
原語版ではトム・ケニーが声を当て、吹き替え版は川田紳司が担当。なお、トム・ケニーは、プラスチックマンを主役にしたアニメのパイロット版でも起用されたが、製作には至らなかった。
ヤング・ジャスティス
ジャスティスリーグの新規メンバーとして登場。

### ドラマ
THE FLASH/フラッシュ
ラルフ・ディブニーのヒーロー名の候補としてバリーが出した。

### 水木しげる版
1958年7月に貸本漫画向けの単行本として、綱島出版社より刊行された。デビュー作である『ロケットマン』に続いて水木しげるが漫画化したもので、水木漫画にしては珍しくポップ調で、アメコミ風の絵柄が特徴的なSF作品である。身体の姿を変える等の設定はオリジナルを踏襲しているものの、男性が妊娠させて産むという誕生方法や、ロードローラーに後ろから轢かれる等といった演出（しかも彼はその自覚がない）は、『ロケットマン』譲りの水木テイストの滑稽さが溢れている作品である。また、翌年にはこの『プラスチックマン』をベースに、設定やストーリー等を新しく画き直した短編の『プラスチックボーイ』が刊行された。
あらすじ
天才科学者である水木博士は人造人間の開発に成功し、それを知ったライバルである不吉博士は嫉妬心を燃やして決闘を申し込んだ。その対決方法は「風船ガムを大きくふくらませた者が勝ち」というもので、水木博士はその勝負に勝利したものの、ガムには毒が塗ってあり、ライバルを消すという不吉博士の罠に掛かってしまう。
水木博士は、小学生の息子である三吉に「新しい人造人間を育てるように」と遺言を残して息を引き取る。そして助手のデブさん（中学生）は、水木博士の遺言通りに「人造人間を妊娠させる薬品」を飲み込んで、新しい人造人間を宿すことになった。妊娠してプラスチックを食べ続けながら十月十日経って産気づいたデブさんは、あまりの産苦のために悶絶しながらも人造人間を産む事に成功した。人造人間は身体を自由自在に変化する事が可能だった。 こうして生まれたプラスチックマンは、三吉・デブさんと共に、不吉博士の悪事を阻止する為の活躍を始める。

#### 登場人物
プラスチックマン
水木博士が開発した「人造人間を妊娠させる薬品」を飲み込んだデブさんが妊娠させて産み落とした人造人間。普通の人間と赤ん坊と同様にデブさんの体内で成長して生まれ、容姿と身体の特徴はアメリカ版オリジナルと同じで、サングラスをかけて赤と黄色の長袖シャツを着ている。性格は産みの親であるデブさんの遺伝の影響と生まれたばかりからか世間知らずでのんびり屋だが、頭は聡明で、身体の特徴を生かして不吉博士向けの郵便小包の中に紛れ込んで彼を捕らえるまで後一歩の所まで追い詰める程の策士である。また、不吉博士の罠に掛かって閉じこまれた火の牢屋から最後の力を振り絞って脱出して彼と彼に似せた人造人間を捕らえる等の勇気を兼ね備えている。一人称は「ぼく」だが、時々「わたし」と「おれ」を使う。
三吉
水木博士の一人息子である小学生。性格はしっかり者で、父親の遺言で新人造人間であるプラスチックマンを任されるが、彼の奇想天外な行動と彼の親であるデブさんの妊娠騒動（毎日彼のためにプラスチックを買いに行く羽目になる）や彼のマイペースぶりに振り回されるが、生活して行くにつれてやがて父親を失った明るさを取り戻し、父親の仇である不吉博士を追い詰める為の力となる。野球帽がトレードマークであり、一人称は「ぼく」。
デブさん
プラスチックマンの産みの親で、その名の通り太った体格で芥子坊主の髪型の童顔をしている。中学生ながらも水木博士の助手であり、博士の遺言通りに新人造人間であるプラスチックマンを妊娠させ、十月十日の妊娠期間中に胎児のプラスチックマンを毎日プラスチックを食べながら成長させた後、断末魔的な形相になりながらも彼を出産して誕生させる事に成功する。性格は単純かつのんびり屋で、尾行しようとした不吉博士が故意に落とした大金を拾おうとして彼に捕まった事がある。また、年相応に恥ずかしがり屋で赤面する癖があり、出産を追究されて顔全体を赤く染めて困った表情で照れ笑う顔は、出産時の必死の形相とは対照的に母性を感じさせる程の可愛らしさである。一人称は「わし」。
不吉博士
人造人間研究の第一人者であるが性格は狡猾で悪知恵が働き、ライバルの水木博士を勝負に持ち込ながらも罠を掛けて殺害し、自分に似せた人造人間（ほぼクローン人間）を造っては銀行強盗などの悪事を働いた。生まれてまだ間もない世間知らずのプラスチックマンを言葉巧みに騙しては罠に掛けて彼を苦しめるが、最後は彼に自分の人造人間と共々捕まってしまう。

#### 単行本
- 『貸本漫画集(1) ロケットマン他』（講談社〈水木しげる漫画大全集〉、2013年9月、ISBN 978-4-06-377501-3）